# Stadio dell'Indipendenza (Lusaka)
Lo stadio dell'Indipendenza (in inglese Independence Stadium), già noto come stadio 7 aprile, è uno stadio zambiano di Lusaka della capienza di 30 000 posti a sedere, edificato nel 1964. È usato principalmente per le partite di calcio.
Nel 2004 l'impianto fu chiuso per ragioni di sicurezza, dato il degrado strutturale.  Nel 2005 fu riaperto, ma le preoccupazioni per la sicurezza rimasero. Nel 2007 fu sottoposto a lavori di rinnovamento per renderlo adeguato agli standard internazionali. Verso la fine del 2007 fu demolita la tribuna ovest dello stadio. 

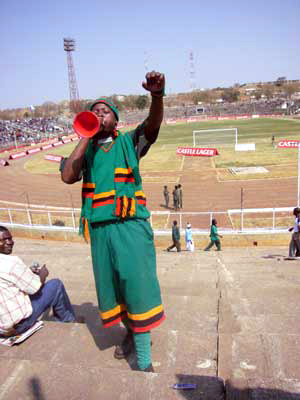
Un tifoso zambiano allo stadio dell'Indipendenza nel 2006.